# Хрещення Київської Русі (срібна монета)
«Хре́щення Ки́ївської Русі́» — ювілейна монета номіналом 100 гривень, випущена Національним банком України з нагоди 1020-річчя хрещення Київської Русі, яке започаткувало утвердження християнства як державної релігії.
Монету введено до обігу 17 липня 2008 року. Вона належить до серії «Інші монети».

## Опис та характеристики монети
| Номінал грн. | Метал           | Маса, грам | Діаметр, мм. | Якість виготовлення       | Гурт     | Тираж, штук |
| ------------ | --------------- | ---------- | ------------ | ------------------------- | -------- | ----------- |
| 100          | срібло (Ag 999) | 1000       | 100          | спеціальний анциркулейтед | рифлений | 800         |

### Аверс
На аверсі монети угорі розміщено малий Державний Герб України, по колу на тлі стилізованого орнаменту — написи: «НАЦІОНАЛЬНИЙ БАНК УКРАЇНИ» (угорі) СТО ГРИВЕНЬ (унизу), між ними — рік карбування монети «2008» (праворуч), позначення металу та його проби — «Ag 999», маса в чистоті — «1000», логотип Монетного двору Національного банку України (ліворуч). У центрі монети у колі, утвореному зі стилізованих променів, розміщено хрест і написи півколом: «ПРАВОСЛАВ'Я» (угорі) «ІЗ КИЄВА ПО ВСІЙ РУСІ» (унизу).

### Реверс
На реверсі монети зображено багатофігурну композицію хрещення, під якою розміщено напис «988»/«РІК», угорі півколом напис — «ХРЕЩЕННЯ КИЇВСЬКОЇ РУСІ».

## Автори

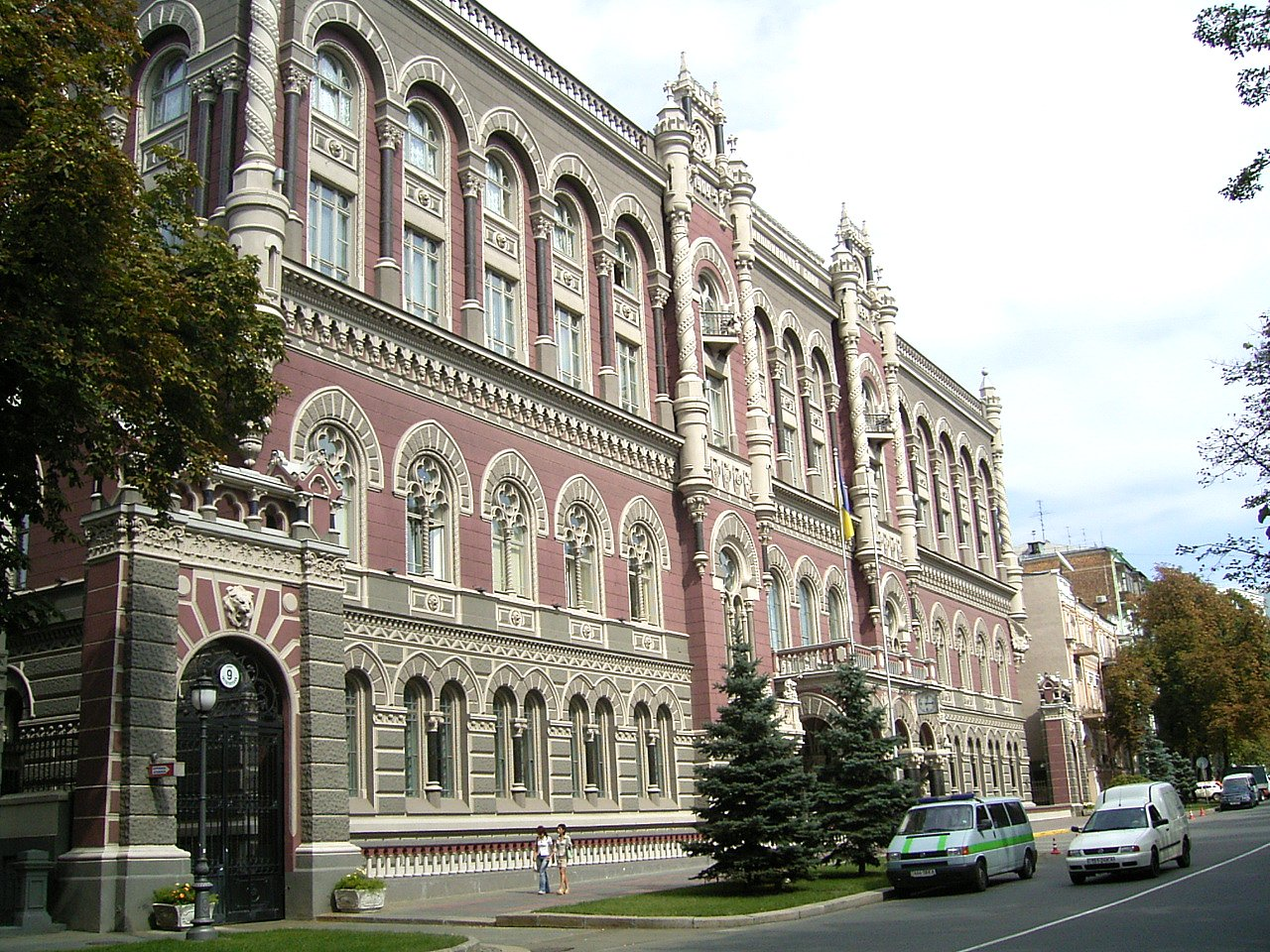
Будівля Національного банку України

- Художник — Іваненко Святослав.
- Скульптори: Атаманчук Володимир, Іваненко Святослав.

## Вартість монети
Ціна монети — 23629 гривень, була вказана на сайті Національного банку України 2016 року.
Фактична приблизна вартість монети, з роками змінювалася так:
| Рік        | 2010   | 2011   | 2012   | 2013   | 2014   | 2015   | 2016   | 2017   | 2018   | 2019   |
| ---------- | ------ | ------ | ------ | ------ | ------ | ------ | ------ | ------ | ------ | ------ |
| Ціна, грн. | 13 000 | 13 000 | 13 000 | 16 000 | 16 000 | 21 000 | 30 000 | 35 000 | 40 000 | 40 000 |
| Рік        | 2020   | 2021   | 2022   | 2023   | 2024   | 2025   |        |        |        |        |
| Ціна, грн. | 40 000 | 45 000 | 65 000 | 68 000 | 68 000 | 70 000 |        |        |        |        |